# 布里 (索姆省)
布里（法語：Brie，法語發音：[bʁi] ⓘ）是法国上法兰西大区索姆省的一个市镇，位于该省东部，属于佩罗讷区。

## 地理
布里（49°52'34"N, 2°55'53"E）面积6.89 平方千米，位于法国上法蘭西大區索姆省，该省份为法国北部沿海省份，北起加来海峡省和北部省，西接滨海塞纳省和大西洋英吉利海峡，南至瓦兹省，东临埃纳省。
与布里接壤的市镇（或旧市镇、城区）包括：阿蒂、埃泰尔皮尼、梅尼勒布兰泰勒、埃斯特雷-蒙斯、佩罗讷、圣克里斯特-布里约斯特、维莱卡博内勒。

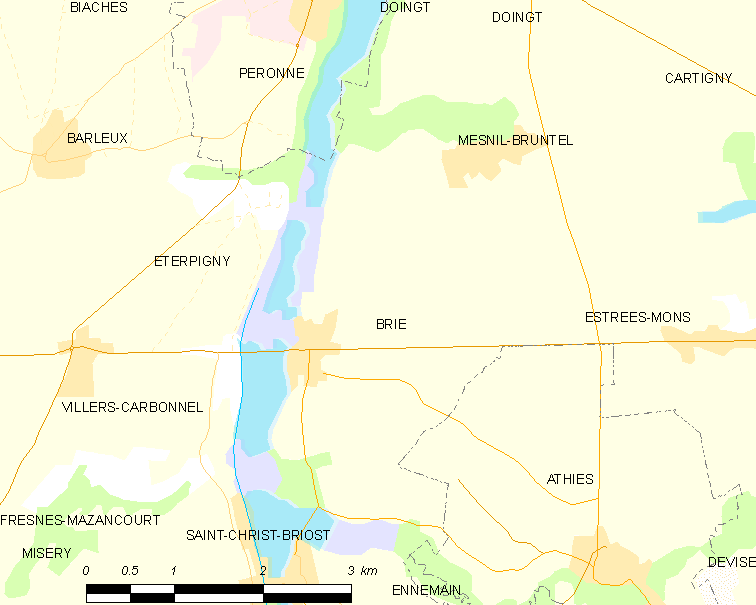
的OSM定位图

布里的时区为UTC+01:00、UTC+02:00（夏令时）。

## 行政
布里的邮政编码为80200，INSEE市镇编码为80141。

## 政治
布里所属的省级选区为佩罗讷县。

## 人口

1962-2008年间人口变化图示

布里于2022年1月1日时的人口数量为341人。